# 近畿日本法隆寺站
近畿日本法隆寺站（日语：／ Kinkinippon-Horyuji eki */?）是位於奈良縣生駒郡斑鳩町興留，近畿日本鐵道（近鐵）法隆寺線的鐵路車站（廢站）。

## 歷史
- 1915年（大正4年）2月7日 - 天理輕便鐵道（日语：天理軽便鉄道）新法隆寺站啟用。
- 1921年（大正10年）1月1日 - 天理輕便鐵道被大阪電氣軌道收購[1][2]，此站成為天理線的車站。
- 1922年（大正11年）4月1日 - 包含此站在內，新法隆寺至平端之間命名為法隆寺線。
- 1928年（昭和3年）7月1日 - 車站改名為大軌法隆寺站。
- 1932年（昭和7年）7月29日 - 車站向大和安堵站一方遷移，營業距離縮短0.2公里。
- 1941年（昭和16年）3月15日 - 車站改名為關急法隆寺站。
- 1944年（昭和19年）6月1日 - 成為近畿日本鐵道的車站。車站改名為近畿日本法隆寺站。
- 1945年（昭和20年）2月11日 - 法隆寺線全線定為不要不急線而暫停營業。
- 1952年（昭和27年）4月1日 - 法隆寺線廢除，此站也被廢除。

## 車站周邊
車站遺址位於西日本旅客鐵道（JR西日本）關西本線（大和路線）法隆寺站南口的巴士迴旋路處。在該處還可看到路軌和枕木遺跡。

## 相鄰車站
近畿日本鐵道
法隆寺線
近畿日本法隆寺－大和安堵

## 注腳
1. ↑  『官報 第2506号（大正9年12月8日） 鉄道譲渡』 - 國立國會圖書館デジタルコレクション
2. ↑  天理軽便鉄道  （页面存档备份，存于）、奈良県立図書情報館、2022年1月29日閲覧

## 相關項目
- 日本鐵路車站列表 Ki